# Sassnitz
Sassnitz (1993-ig írásmódja Saßnitz) város Németország Mecklenburg-Elő-Pomeránia tartományában .

## Fekvése
A város a Rügen szigeten fekszik.

## Városrészei
Sassnitznak a következő városrészei vannak:
| - Blieschow - Buddenhagen - Dargast - Drosevitz - Dubnitz | - Klementelvitz - Mukran - Neu Mukran - Rusewase - Sassnitz | - Staphel - Stubbenkammer - Werder - Wostevitz |

## Története
A település még a 12. században keletkezett és két részből: paraszti és halászfaluból állt. A nyílt tenger és az az erdős krétahegység között csak hosszában terjeszkedhetett.
1871-ben vált gyógy- és fürdőhellyé; 1886 és 1891 között épült meg a kikötő mólója, majd a következő évben megindult a postagőzhajó járat a svédországi Trelleborg felé, amely a korábbi Stralsund és Malmő közötti szolgálatot vette át. (A 17. századtól svéd hadihajók szállították a postai küldeményeket Svédország és a kontinens között, és az út Malmőből Stralsundba majdnem 24 órát tartott. 1824-ben gőzhajók vették át a szolgálatot) Az útidő a Sassnitz-Trelleborg közötti járat megnyitásával négy órára csökkent. Az áru átrakása és az utasok átszállása azonban nehézkes és időt rabló volt, ezért 1909-ben bevezették a vasúti kompközlekedést. 
1957 Saßnitz város lett.

## Gazdaság

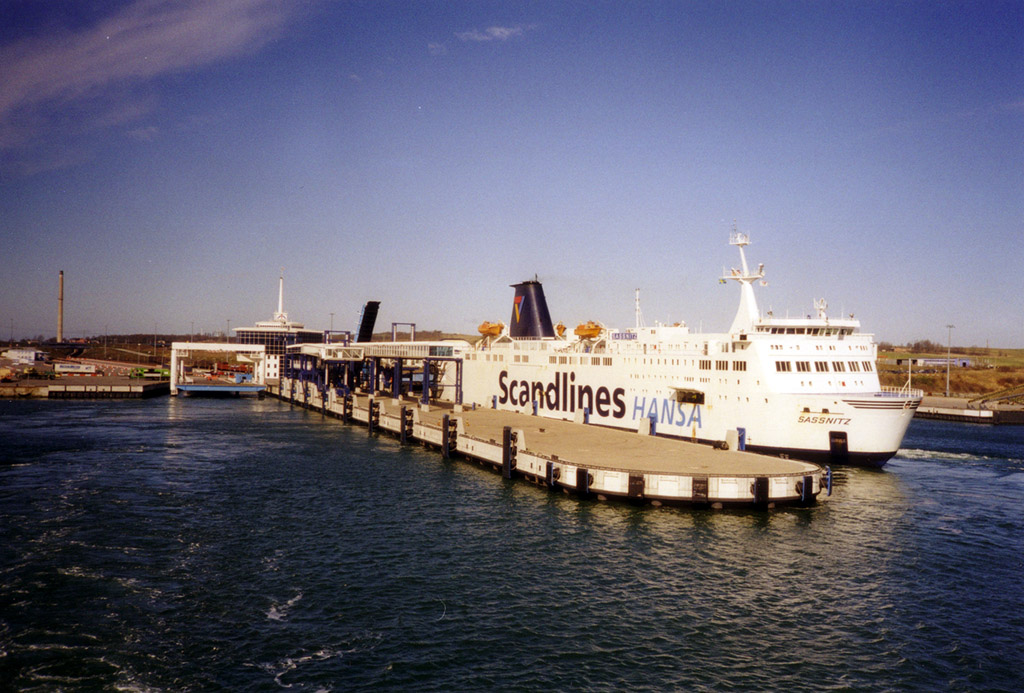
A mukrani kompkikötő

A városban van egy kompkikötő vonalakkal Trelleborgba (a királyvonal, németül Königslinie, svédül Kungslinjen), Härifrånba, Rønnebe (Bornholmon) és Klaipėdába.
Sassnitzban működik egy halászflotta és egy halfeldolgozógyár, a Neue Rügenfisch GmbH.

## Turistalátványosságok

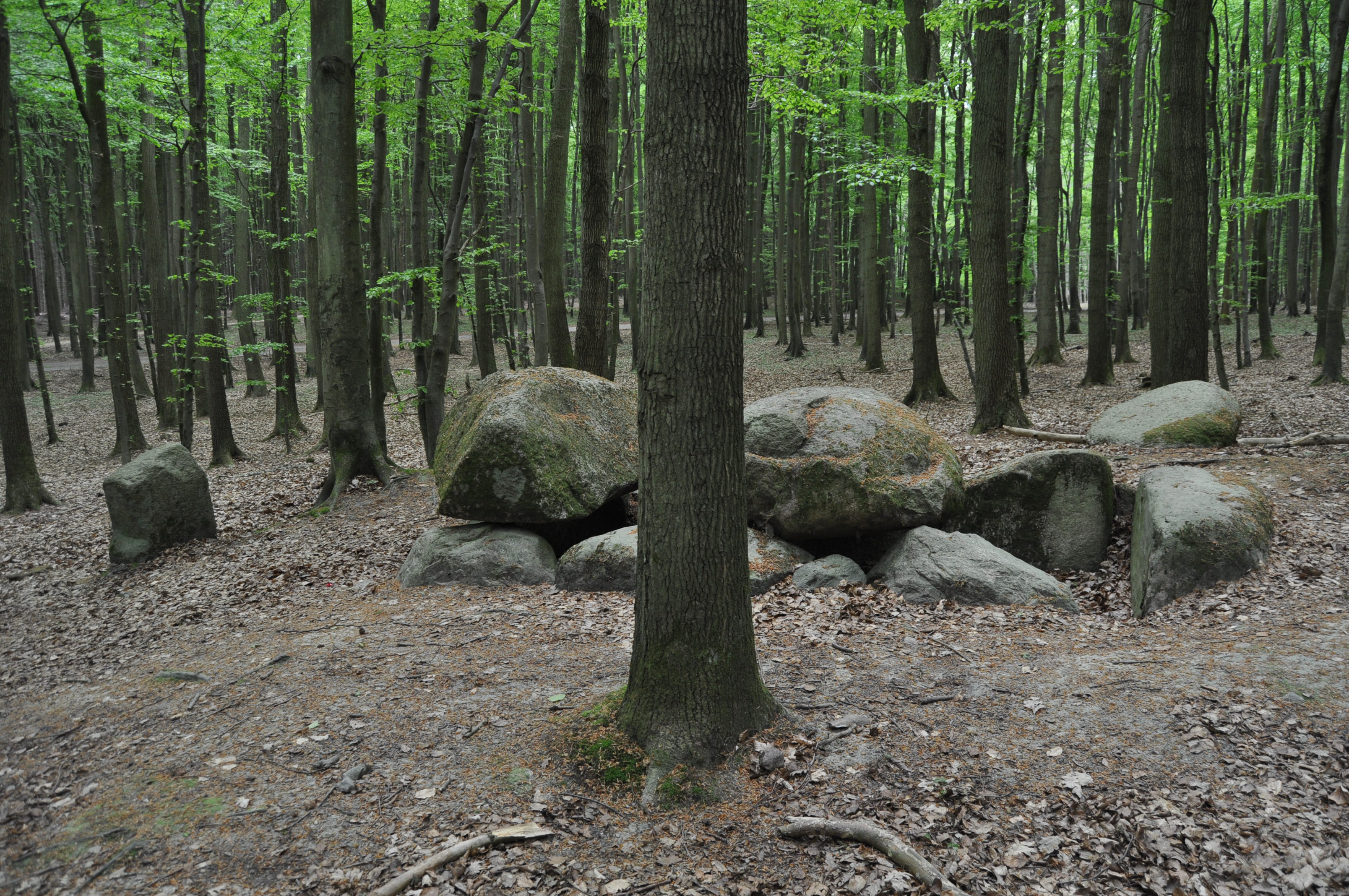
megalitikus sír

- A Kárpátok és Németország ősbükköseihez tartozó Jasmund Nemzeti Park
- A krétaszikla Königsstuhl
- A városi kikötő
- Az álltokért
- A múzeum
- Az óváros

## Galéria

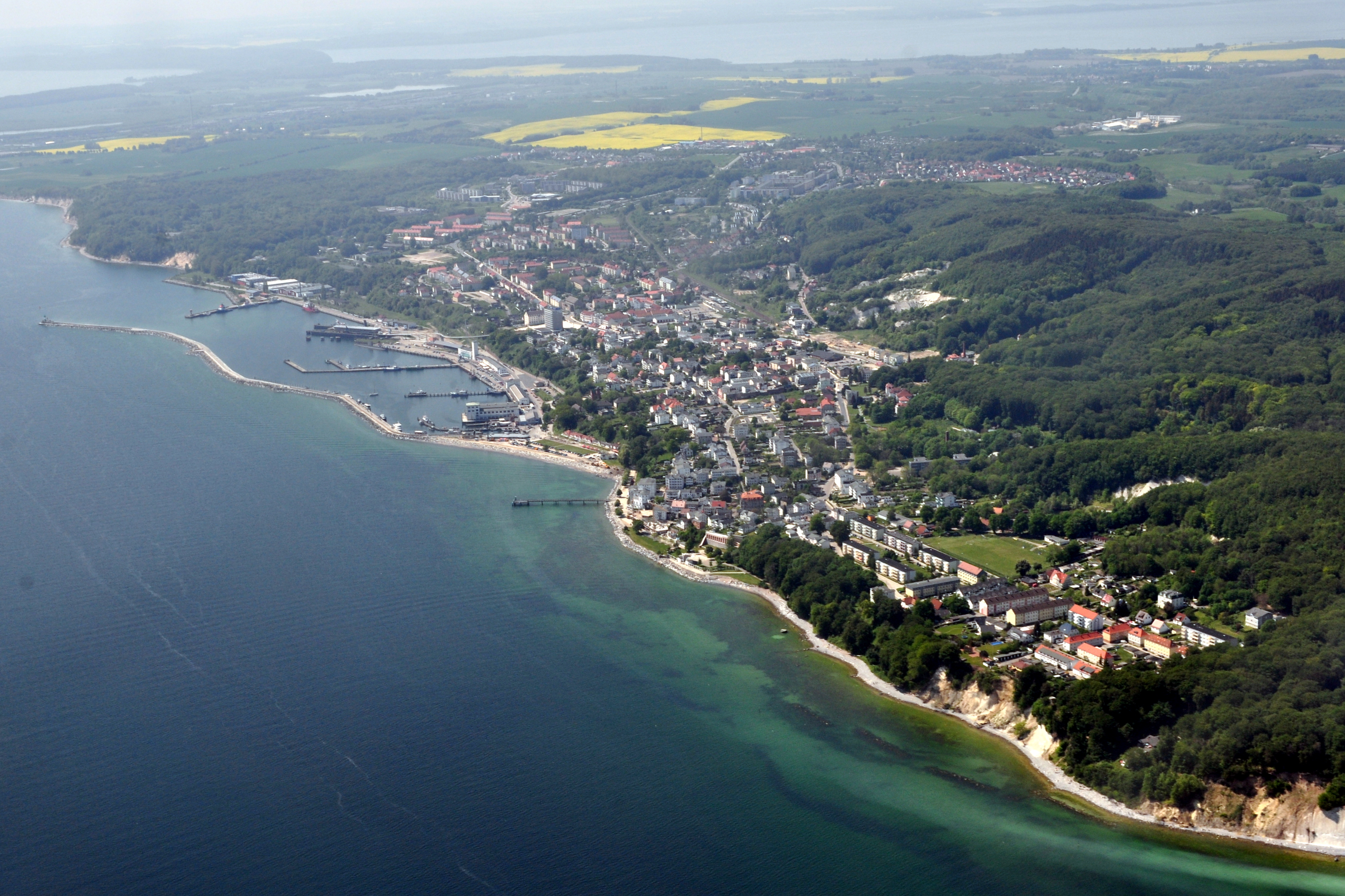
Sassnitz 2011-ben
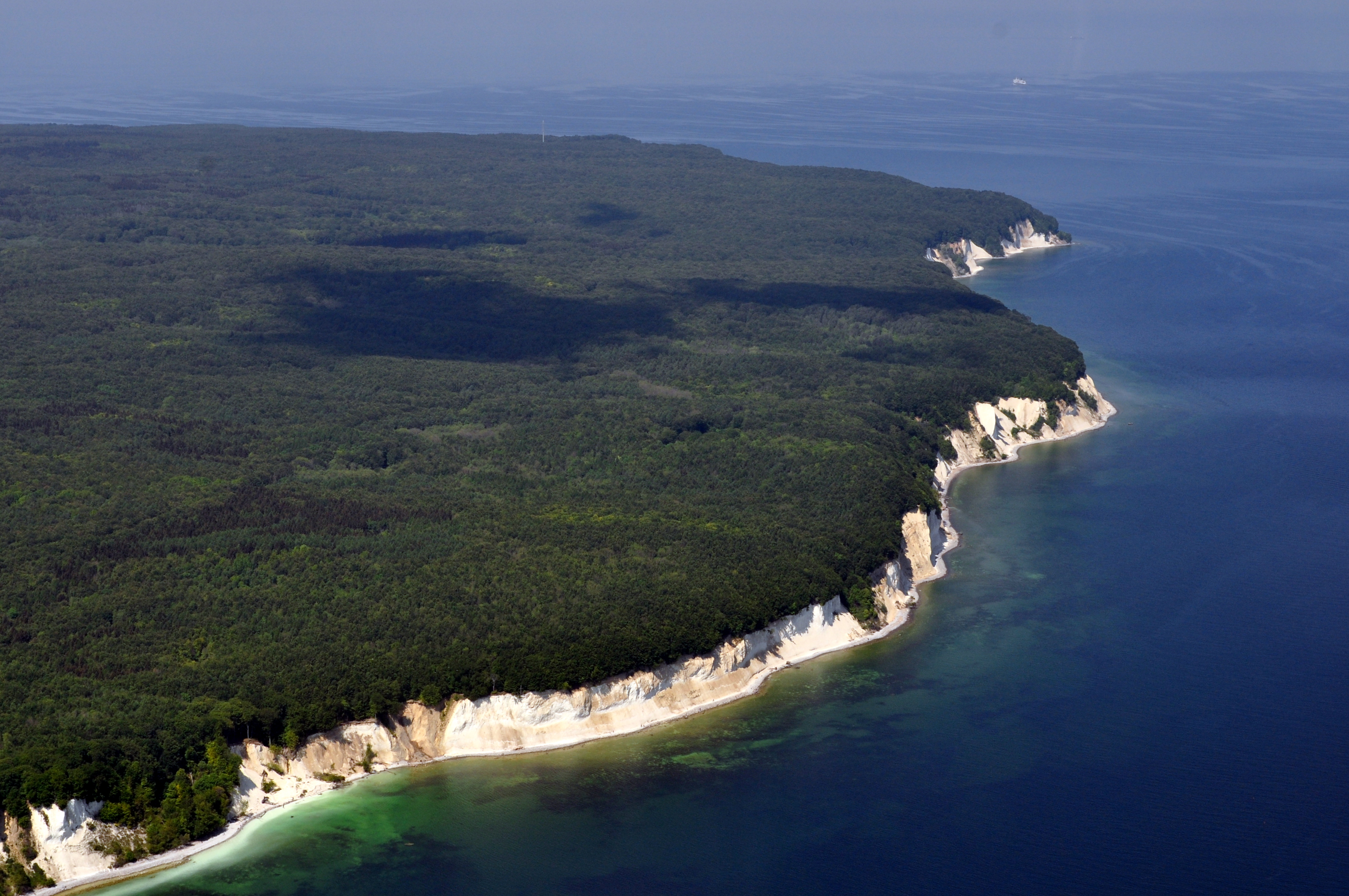
krétaszikla e
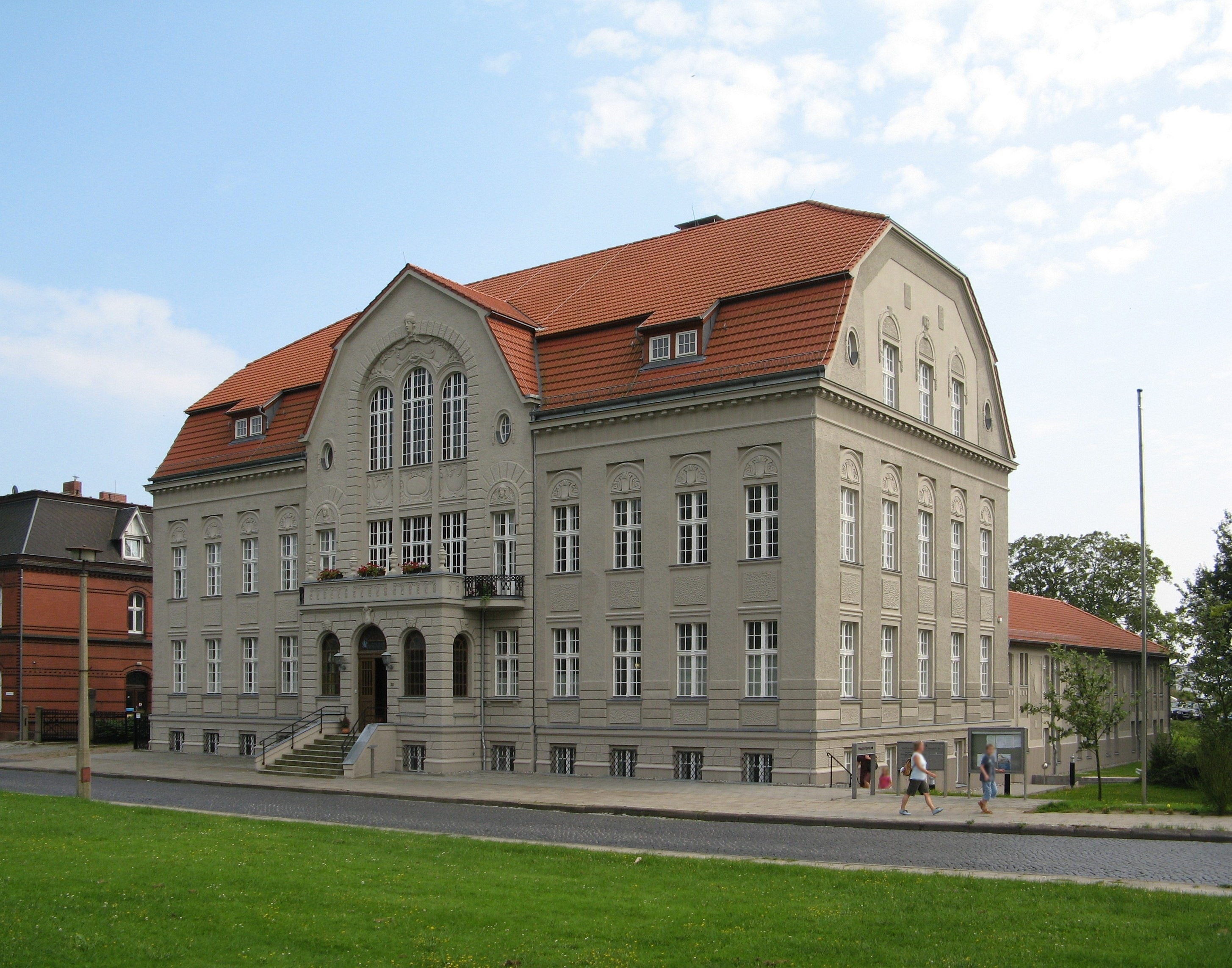
tanácsház
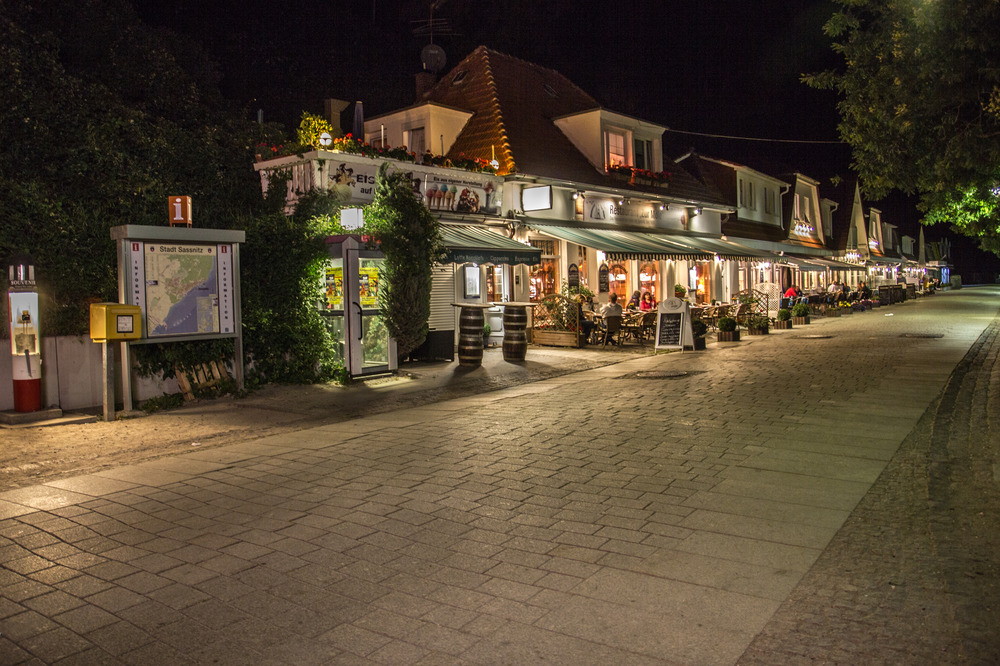
sétány

## Fordítás
- Ez a szócikk részben vagy egészben a Sassnitz című német Wikipédia-szócikk fordításán alapul.  Az eredeti cikk szerkesztőit annak laptörténete sorolja fel. Ez a jelzés csupán a megfogalmazás eredetét és a szerzői jogokat jelzi, nem szolgál a cikkben szereplő információk forrásmegjelöléseként.